# サバティーノ・デ・ウルシス

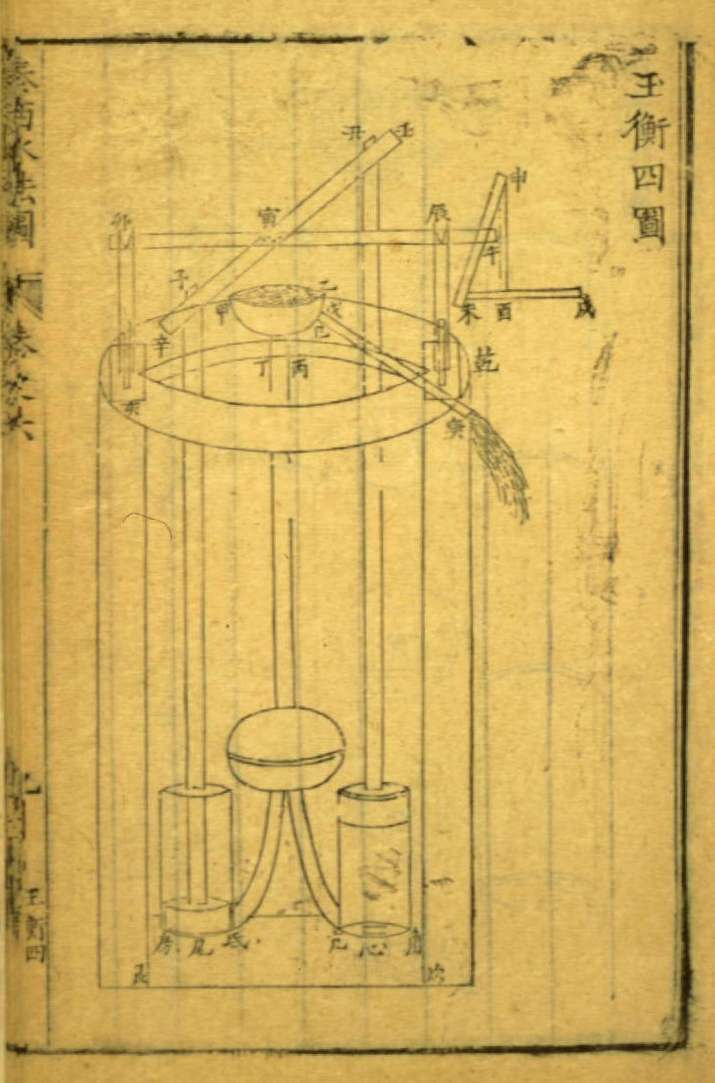
1612年の『泰西水法』から。ヨーロッパで伝統的に使われてきた圧力ポンプの図解

サバティーノ・デ・ウルシス（Sabatino de Ursis、またはSebbathinus Ursis、中国名、熊三抜、1575年 –1620年）はイタリアのイエズス会宣教師である。中国に西欧の科学技術を紹介した一人である。
1607年にマテオ・リッチの天文研究の補助するために北京に派遣された。徐光啓とリッチとともに、ユークリッド幾何学の漢文訳、『幾何原本』（1607年）の翻訳にも協力した。中国暦法による日食予測がはずれたことから、イエズス会士に改暦が命じられたが、中国人天文学者の反対で、プロジェクトは中止された。
ウルシスは、1612年にアゴスティーノ・ラメッリの水力機械に関する書物を口述で翻訳したことでも知られている。これは後に『泰西水法』としてまとめられ、出版され、四庫全書にも著禄された。四庫全書本は全六巻であり、第一巻は竜尾車（アルキメデスのらせん）、第二巻は「玉衡車」、すなわち井戸水をくみ上げるための圧力ポンプ、第三巻は「水庫車」、すなわち雨や雪をためて利用する装置について述べる。
第四巻は「水法附与」として、以下の事柄について述べる:①泉源が明らかでない、高地の井戸の探索方法。②井戸の掘削の方法。③水質や水量の調査。④水を用いて病気を治療する方法。
巻五巻は水に関する自然学的な事柄を扱う。例えば、ヨハネス・ケプラーの説に基づいて、雪の結晶の形についても説明している。第六巻は図禄である。
1616年、南京の高官、沈㴶の扇動によりキリスト教徒は迫害された。ウルシスはマカオに追放され、1618年にマカオで没した。その後、改暦はアダム・シャールによって行われた。

## リンク
- Wikisource, 泰西水法 (四庫全書本)